# یواس‌اس اتا ام برنز (اس‌پی-۵۴۲)
یواس‌اس اتا ام برنز (اس‌پی-۵۴۲) (به انگلیسی: USS Etta M. Burns (SP-542)) یک کشتی بود که طول آن ۶۰ فوت (۱۸ متر) بود. این کشتی در سال ۱۹۰۲ ساخته شد.